# سزییوویتسه (استان اشوی‌داشکسیه)
سزییوویتسه (به لهستانی: Sędziejowice) یک منطقهٔ مسکونی در لهستان است که در گمینا خمیلنگک (استان اشوی‌داشکسیه) واقع شده‌است. سزییوویتسه ۴۶۰ نفر جمعیت دارد.